# Ventanilla
Ventanilla is een district van de provincie Callao in de gelijknamige regio van Peru. Het district heeft een oppervlakte van 3.312 km² met 428.000 inwoners (2015). Het grenst in het noorden en het oosten aan de provincie Lima, in het zuiden aan de provincie Lima en het district Callao en in het westen aan de Stille Oceaan.

## Bestuurlijke indeling
De regio Callao waar Ventanilla deel van uitmaakt, maakt integraal deel uit van de metropool Lima Metropolitana.
Bellavista · Callao · Carmen de la Legua Reynoso · La Perla · La Punta · Ventanilla